# Bortom lagens gränser
Bortom lagens gränser (originaltitel: Border River) är en amerikansk från 1954 i regi av George Sherman.

## Rollista (urval)
| Joel McCrea      | – Clete Mattson    |
| Yvonne De Carlo  | – Carmelita Carias |
| Pedro Armendáriz | – General Calleja  |